# Grand Menhir von Counozouls

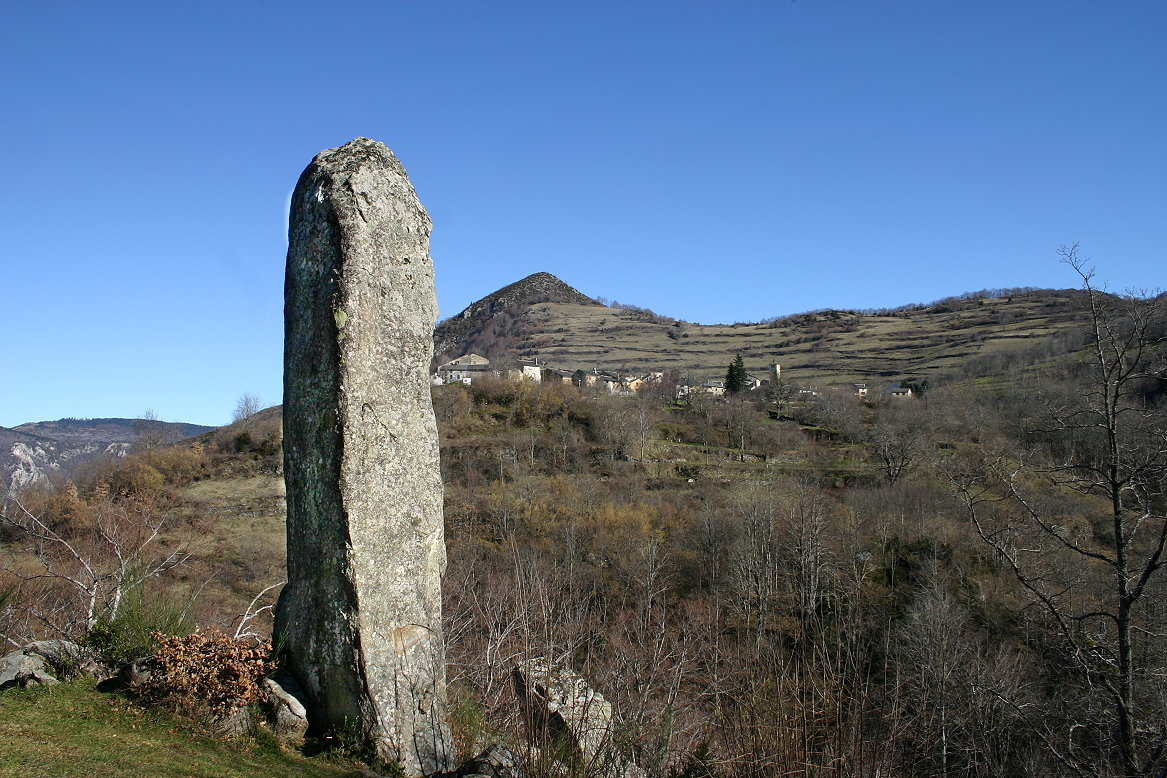
Grand Menhir de Counozouls

Der Grand Menhir von Counozouls ist ein Menhir westlich von Counozouls im Aude-Tal, südlich von Quillan und Axat im Département Aude in Frankreich.
Der Grand Menhir de Counozouls ist etwa 8,9 Meter hoch und wiegt 50 Tonnen. Es ist der größte Menhir in Südfrankreich und einer der größten in Europa.
Lange stand er im Hochwald nahe der D 84, aber die Bäume um ihn herum wurden gefällt und der Stein steht nun frei mit Blick auf das Dorf und das Tal.